# 岸佑融
岸 佑融（きし ゆうすけ、2002年8月2日 - ）は、ジャパンラグビーリーグワンのリコーブラックラムズ東京に所属するラグビーユニオン選手。

## 略歴
2017年12月、玉川学園9年生（中3）の時に、東京都中学校代表として全国ジュニア・ラグビーフットボール大会に出場した。
日本体育大学に進み、1年時に関東大学ラグビー対抗戦Aグループへの出場機会を得る。2年時と4年時には全試合、先発出場を果たした。
2025年1月27日、ジャパンラグビーリーグワンのリコーブラックラムズ東京への入団を発表した。同年3月、日本体育大学卒業。